# Thingvalla-Linie
Die Thingvalla-Linie (offiziell Dampskibs Selskabet Thingvalla) war eine in Kopenhagen beheimatete Reederei, die von 1880 bis 1898 einen Transatlantik-Dienst zwischen diversen Häfen Nordeuropas und Nordamerika anbot, der vor allem von skandinavischen Auswanderern genutzt wurde.
Sie war benannt nach ihrem ersten, 1880 von der Sejl og Dampskibsselskabet (Segel- und Dampfschiffsgesellschaft) gekauften Dampfschiff Thingvalla.

## Unglücke
„Markenzeichen“ der Thingvalla-Linie war der Einsatz von älteren, kleinen Dampfschiffen, die unter dem Danebrog sozusagen ihr Gnadenbrot verdienten. Dennoch galt die Linie als zuverlässig; es kam nur zu wenigen Unfällen.
Am 15. Februar 1883 geriet die Hekla östlich von Sandefjord bzw. Nøtterøy auf Grund. Alle Passagiere und Besatzungsmitglieder sowie große Teile der Ladung konnten abgeborgen werden, ehe das Schiff am 17. Februar 1883 sank.
Am 14. August 1888 kollidierte die Thingvalla vor Sable Island im Nebel mit der 1881 in Dienst gestellten Geiser, die innerhalb von fünf Minuten sank (118 Tote).
Am 6. April 1898 sank die Danmark, gebaut 1880 als Jan Breydel und 1888 von der Thingvalla-Linie übernommen. 735 Passagiere und die Besatzung wurden gerettet.
Am 3. Juli 1904 zerbrach der Dampfer Norge an einer Klippe vor der Felseninsel Rockall, wobei 625 Menschen umkamen, weil es zu wenige Rettungsboote gab und das Schiff schnell sank.

## Die Übernahme
Zu diesem Zeitpunkt war die Thingvalla-Linie bereits von der in Kopenhagen ansässigen DFDS - Det forenede Dampskibs-Selskab A/S (Vereinigte Dampfschiffs-Gesellschaft) aufgekauft worden. Seither ist der dänische Transatlantikdienst weltweit besser bekannt unter dem Namen Scandinavian America Line (Skandinavische Amerikalinie).